# Wedderburn-Zahl
Die Wedderburn-Zahl ist eine dimensionslose Kennzahl, die vor allem in der physikalischen Limnologie verwendet wird. Sie beschreibt die Größe des Auftriebs in geschichteten Seen und ist definiert als:
{\displaystyle W={\frac {g'h_{e}^{2}}{u_{*}^{2}L}}},
wobei {\displaystyle g'=g{\frac {(\rho _{e}-\rho _{h})}{\rho _{e}}}} (mit dem Ortsfaktor {\displaystyle g}) die reduzierte Schwerkraft ist, {\displaystyle h_{e}} die Dicke des Epilimnions, {\displaystyle u_{*}} die Schubspannungsgeschwindigkeit und {\displaystyle L} die Länge des Sees. Der See wird hierbei vereinfacht durch zwei Schichten beschrieben: Eine obere Schicht mit leichterem, warmen Wasser (Epilimnion) (Dichte {\displaystyle \rho _{e}}), die auf dem schwereren Hypolimnion (Dichte {\displaystyle \rho _{h}}) aufliegt. Hohe Wedderburn-Zahlen bedeuten eine stabile Wassersäule, niedrige dagegen eine starke Mischung, vor allem an den Uferzonen.

## Motivation
In vielen geschichteten Seen ist Wind eine der wichtigsten Quellen physikalischer Energie. Nur ein kleiner Teil der Windenergie führt jedoch zu direkter vertikaler Durchmischung der Wassersäule. Stattdessen bewirken anhaltende Winde häufig eine Neigung der Thermokline: Das Wasser des Epilimnions wird in Richtung des Windes beschleunigt und zur windabgewandten Seite transportiert, auf der windzugewandten Seite wird es dagegen in einer Auftriebsbewegung durch Tiefenwasser ersetzt. Die Größe dieser Verschiebung wird bestimmt durch das Verhältnis der stabilisierenden potentiellen Energie der Wassersäule ({\displaystyle E_{pot}}) zur kinetischen Energie ({\displaystyle E_{kin}}), das in der bulk Richardson number
{\displaystyle R_{B}={\frac {E_{pot}}{E_{kin}}}={\frac {g'h_{e}}{u_{*}^{2}}}}
ausgedrückt ist. Des Weiteren bestimmt die Länge des Fetchs wie effektiv der Wind auf den See wirken kann. Aus diesem Grund wird das Verhältnis von Länge des Sees zu Dicke des Epilimnions
{\displaystyle A={\frac {h_{e}}{L}}}
mit {\displaystyle R_{B}} multipliziert, um die Wedderburn-Zahl
{\displaystyle W=AR_{B}={\frac {g'h_{e}^{2}}{u_{*}^{2}L}}}
zu erhalten. Die Wedderburn-Zahl bestimmt auch den Neigungswinkel der Thermokline: Je kleiner sie ist, desto stärker ist sie ausgelenkt. Bei {\displaystyle W\approx 1} wird der Neigungswinkel so groß, dass das Tiefenwasser des Hypolimnions an einem Ende des Sees bis an die Oberfläche gelangt.

## Bedeutung
Die Wedderburn-Zahl ist eine Möglichkeit, Mischungsprozesse in Seen zu quantifizieren. Bei geringen Temperaturunterschieden im See und hohen Winden liegt die Wedderburn-Zahl nahe bei eins, bei niedrigen Windgeschwindigkeiten und hohen Temperaturunterschieden zwischen Epi- und Hypolimnion kann sie dagegen den Wert von 100 weit übersteigen. Viele biologische Prozesse in Seen sind von der Mischung des Epilimnions abhängig. Schwerere Planktonarten wie Kieselalgen sinken ins Tiefenwasser, wenn sie nicht beständig durch Mischung stabilisiert würden. Andererseits können zum Beispiel in ruhigeren Perioden große Mengen an Zooplankton akkumulieren, die als Nahrung für Fischlarven dienen. Auch für den Nährstoffhaushalt ist die Mischung von großer Bedeutung. Bei niedrigen Wedderburn-Zahlen können Nährstoffe aus dem Tiefenwasser in das Oberflächenwasser transportiert werden, wo sie Organismen zur Verfügung stehen. Ein grundsätzliches Problem der Wedderburn-Zahl ist ihre vereinfachende Darstellung des Sees als Zwei-Schicht-System. Eine Verbesserung ist die lake number, die stattdessen die Dichte über die gesamte Wassersäule integriert.